# Nogueira de Ramuín
Nogueira de Ramuín és un municipi de la província d'Ourense a Galícia. Pertany a la Comarca d'Ourense.
La capital municipal és Luíntra.

## Demografia
| 7.881 | 8.275 | 8.201 | 3.514 | 2.561 |
| Fonts: INE i IGE (Els criteris de registre censal variaren i les dades de l'INE i de l'IGE poden no coincidir.) |       |       |       |       |

## Parròquies
- Armariz (San Cristovo)
- A Carballeira (San Xosé)
- Cerreda (Santiago)
- Faramontaos (Santa María)
- Loña do Monte (San Salvador)
- Moura (San Xoán)
- Nogueira de Ramuín (San Martiño), on es troba la capital Luíntra.
- San Miguel do Campo (San Miguel)
- Santa Cruz de Rubiacós (Santa Cruz)
- Santo Estevo de Ribas de Sil (Santo Estevo)
- Vilar de Cerreda (Santa Baia)
- Viñoás (Santa María)